# Sierra del Caurel

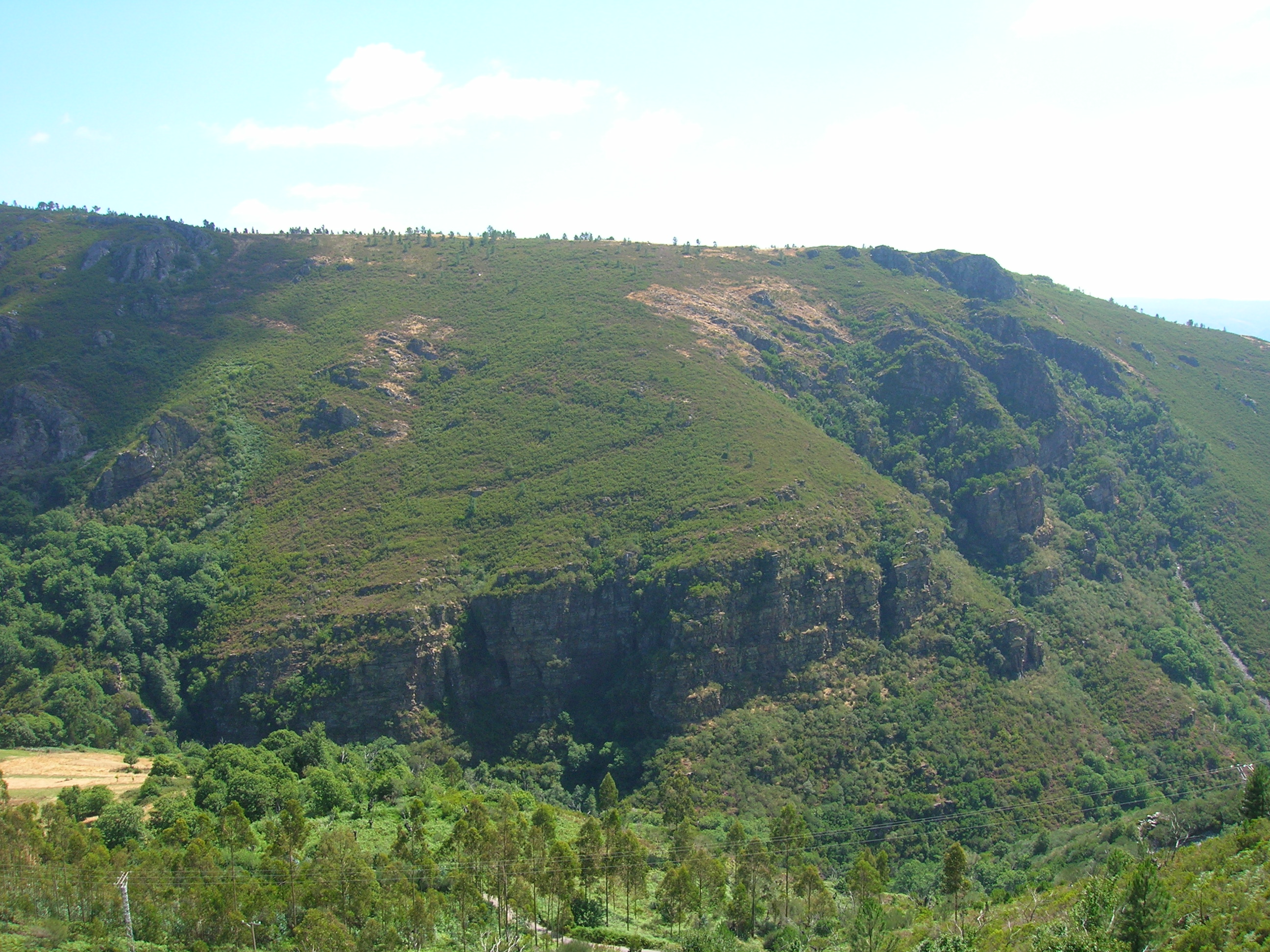
Junto a su rico patrimonio floral y faunístico, la sierra del Courel ofrece espectáculos geológicos como el del plegamiento de Campodola-Leixazós, en el municipio de Quiroga, producido hace 350-300 millones de años. Se trata de la parte más visible de una enorme estructura de más de cien kilómetros de largo que se extiende desde la sierra del Caurel hasta más al este del Alto del Morredero, en la provincia de León.

La sierra del Caurel (en gallego: serra do Courel) es una cordillera montañosa española situada en el sureste de la provincia de Lugo, en Galicia. Se extiende por los municipios de Folgoso de Caurel, en su mayor parte, Quiroga y Piedrafita del Cebrero. 
Tiene una extensión de 21 020 hectáreas con fuertes variaciones de altitud que van desde los 400-500 m del valle del río Lor a más de 1600 m en los puntos más altos como Montouto (1541 m), Formigueiros (1643 m) o el pico de Pía Paxaro (1610 m). El río Lor y sus varios afluentes forman ricos valles con diversos ecosistemas que hacen que esta sierra sea la reserva botánica más importante de Galicia.[cita requerida]

## Naturaleza

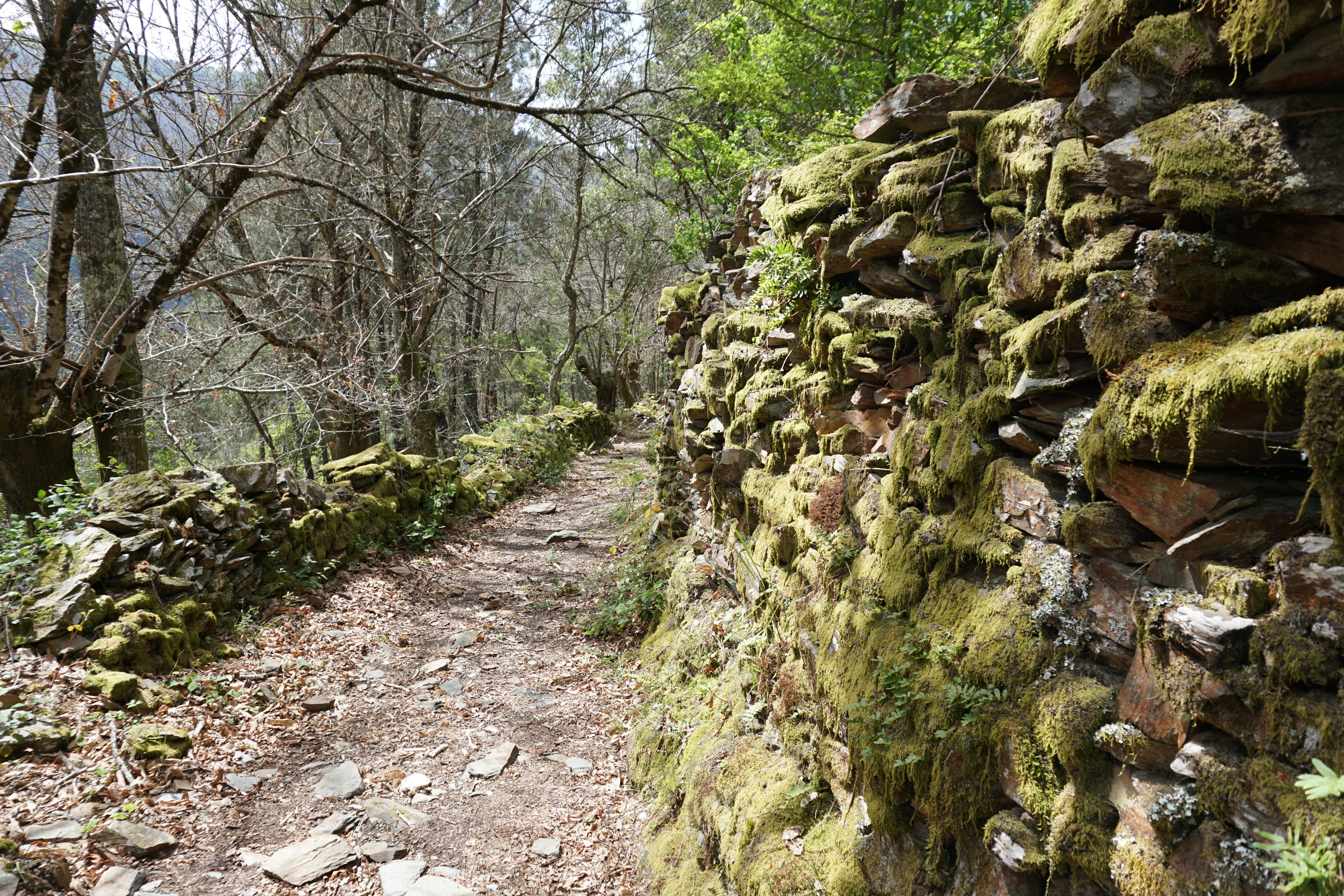
Camino cerca de Vilar, en Folgoso de Caurel

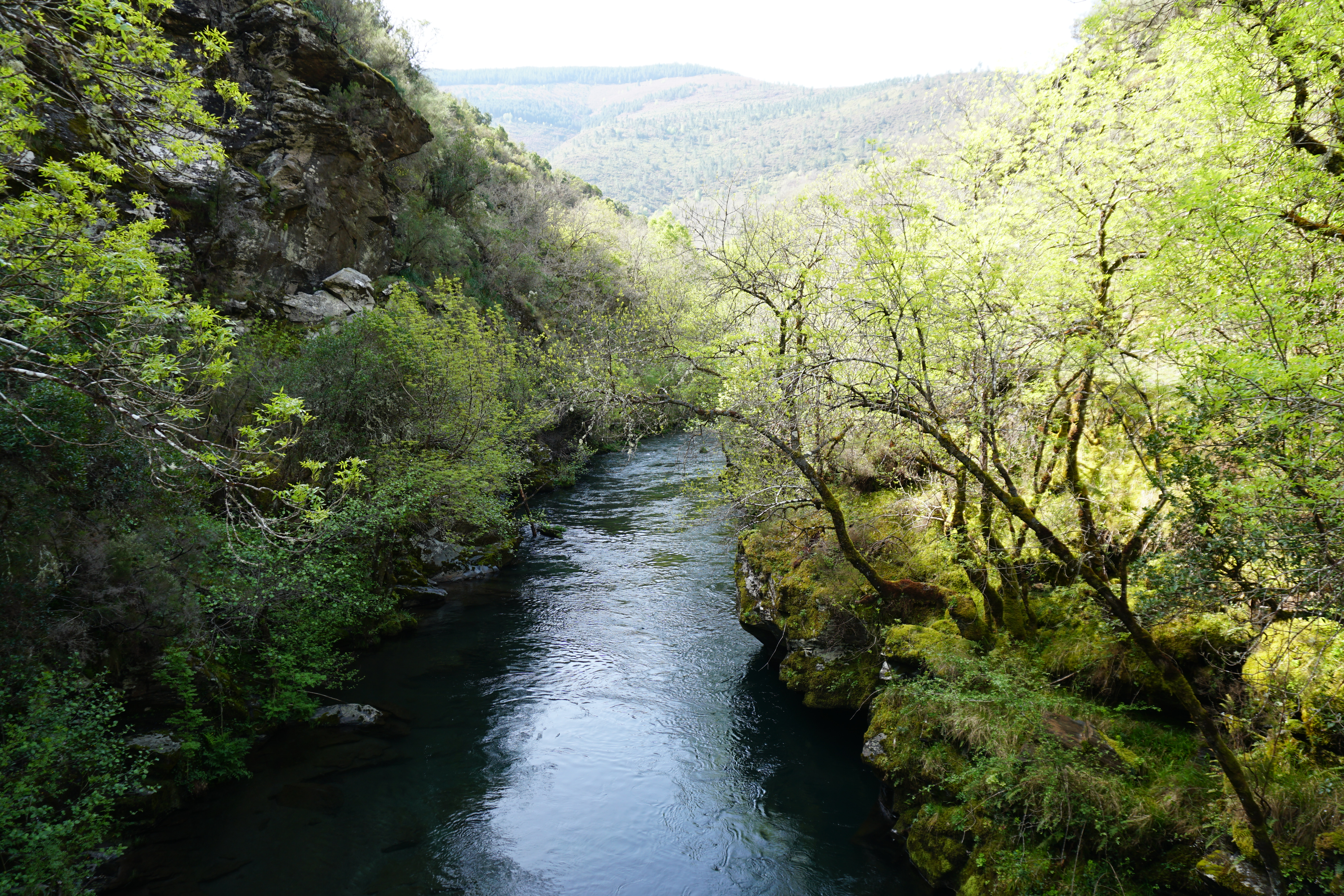
Río Lor cerca de Vilar.

La sierra del Caurel alberga la mayor joya natural de Galicia,[cita requerida] la Devesa de Rogueira, un bosque autóctono, donde convive la práctica totalidad de las especies vegetales naturales de Galicia que no tienen ámbito costero, destacan los castaños, acebos, hayas, tejos, robles, abedules y orquídeas silvestres. En la comarca es también posible encontrar especies como encinas, alcornoques, incluso algún olivo, más vinculadas al clima mediterráneo; algunas de ellas también con presencia en la devesa de Rogueira. 
En cuanto a la fauna, la zona se considera un área secundaria de la fauna cantábrica,[cita requerida] donde se manifiesta desaparición de las especies más significativas (lobo y oso) durante el siglo XX, si bien en la actualidad hay constancia de que esas especies visitan de nuevo la comarca y vuelven a establecerse en ella. Se hacen intentos de reintroducción de aves de manera ocasional con distinto éxito.[cita requerida]

## Toponimia
La tradición popular asigna la toponimia a los vientos dominantes de noroeste, del latín caurus derivando en Caurel.

## Historia y geografía
La toponimia de la sierra va vinculada a su historia, así el pico de Pía Paxaro, debe su nombre a que fue encontrada en su cima un águila metálica de la época imperial romana. No obstante los trabajos arqueológicos realizados en la zona son de escasa importancia al tratarse de un enclave muy retirado de las grandes rutas comerciales romanas. Existe a pocos minutos de la aldea de Romeor un primitivo acueducto de esa época, también están bien documentadas algunas explotaciones auríferas de la misma época. Las construcciones etnológicamente más importantes son las pallozas, además de las albarizas (construcciones circulares de pizarra ubicadas en las pendientes de montañas y que sirven para preservar dentro las colmenas del ataque de los osos). Existen todavía algunos antiguos puentes de madera cruzando amplios ríos.

## Demografía
El Caurel cuenta con una muy baja densidad de población, tratándose de una de las zonas menos pobladas de Galicia. Cada vez, el despoblamiento se hace más evidente. La población se distribuye de forma dispersa, formando numerosos asentamientos. La mayor parte de la población trabaja en el sector primario. Las principales fuentes de ingresos son las explotaciones forestales, agrarias y la extracción de pizarra.
Estas tierras fueron una referencia importante en las obras de Uxío Novoneyra, poeta y escritor nacido en Parada de Moreda.